# Монкин, Антоний Алексеевич
Антоний Алексеевич Монкин (1730, с. Кленовое близ Задонска — 29 сентября (11 октября) 1851, Задонск) — задонский юродивый, православный подвижник XIX века.
Антоний родился в крестьянской семье. В возрасте семи лет во время бури он пропал из дома и был найден через три недели в поле у ручья, где питался все это время росшим на берегу горохом. На вопросы, как он попал туда, он молчал или отвечал что-то неподходящее. С этого времени началась его жизнь юродивого. Он рано потерял отца, мать повторно вышла замуж, но отчим плохо относился к пасынку, заставлял его выполнять тяжёлую работу, бил, а после смерти матери выгнал из дома. Первое время Антоний жил у своего племянника, проводил много времени в лесу или в Задонском монастыре Сретения Владимирской иконы Божией Матери. Не принимая монашеских обетов, он стал вести жизнь аскета, отличался смирением и нестяжательством. Уже при жизни народная молва приписывала ему прозорливость и чудотворения.
В последние годы жизни, согласно сохранившемуся портрету XIX века, Антоний Алексеевич был сгорбленным, худощавым старичком, одевался в крестьянскую одежду. За год до смерти он поселился у орловской помещицы А. В. Демидовой, купившей в Задонске дом. За две недели до смерти Антоний заболел, причастился и скончался в 1851 году, по преданию, в возрасте около 120 лет.
Антоний был погребён в Задонском Богородице-Рождественском монастыре под алтарём Вознесенского храма в одной усыпальнице с известными задонскими подвижниками. На могиле до 1920-х годов часто служили панихиды, монастырская летопись засвидетельствовала многочисленные случаи помощи и заступничества Антония. После закрытия обители монастыря в 1920-х годах останки Антония Монкина и других задонских подвижников были перенесены на Тюнинское кладбище Задонска. В 1993 году их захоронение было найдено, и по благословению митрополита Мефодия (Немцова) их вернули в Задонский монастырь, где поместили в гробнице-склепе рядом с мощами святителя Тихона Задонского.